# Irkab-damu
Irkab-damu was koning van Ebla in de 24e eeuw v.Chr. 
Hij  regeerde Ebla elf of twaalf jaar.  Waarschijnlijk volgde hij zijn vader Igriš-Ḫalab op toen hij nog vrij jong was, aangezien hij pas in zijn regeringsjaar 6 of 7 trouwde. Het huwelijksritueel daarvan is bewaard op tablet ARET 11, 1 maar de naam van zijn bruid is onbekend. Zij stierf in het kraambed en daarna werd ene Dusigu de voornaamste vrouw aan het hof. Zij was de moeder van de opvolger Iš'ar-damu. 
Irkab-damus belangrijkste minister was Arrakum. Toen deze stierf werd hij opgevolgd door minister Ibrium. Enige maanden later vond er een belangrijke veldslag plaats waarbij aartsrviaal Mari verslagen werd bij een plaats ergens in Eblaïtisch grondgebied die 'A3-ti-idxKI genoemd wordt. Niet lang daarna sterven zowel Irkab-damu, de koning van Ebla en zijn tegenspeler koning Enna-Dagan van Mari, mogelijk beiden omdat zij in de slag gewond geraakt waren. 
Hij werd opgevolgd door Iš'ar-damu die waarschijnlijk nog een kind was, wat de positie van minister Ibrium bijzonder belangrijk maakte. 